# Gouvernement Zeidan
État de Libye
al-Kib
Miitig Miitig
al-Hassi
al-Thani
Le gouvernement Ali Zeidan est le gouvernement de la Libye du 14 novembre 2012 au 29 septembre 2014.

## Historique
Ali Zeidan est élu Premier ministre par le Congrès général national le 14 octobre 2012. Il obtient la confiance du Parlement le 31 du même mois et entre en fonction le 14 novembre suivant.
Le 11 mars 2014, le Congrès général national vote par 124 voix sur 194 le retrait de la confiance à Ali Zeidan et charge le ministre de la Défense, Abdallah al-Thani, d'assurer l'intérim comme Premier ministre.

## Composition

### Initiale
| Portefeuille                                                           | Ministre                                                            |
| ---------------------------------------------------------------------- | ------------------------------------------------------------------- |
| Premier ministre                                                       | Ali Zeidan                                                          |
| Vice-Premier ministre                                                  | Al-Siddiq Abdul Karim Abdul Rahman Karim                            |
| Vice-Premier ministre                                                  | Awad Breik Ibrahim Al-Barasi                                        |
| Vice-Premier ministre                                                  | Abdul Salam Muhammad Al-Mahdi Al-Qadi                               |
| Ministre de la Justice                                                 | Salah Bashir Al-Marghani                                            |
| Ministre de la Coopération internationale                              | Mohamed Mohamed Abdel Aziz                                          |
| Ministre des Affaires étrangères                                       | Ali Suleiman Al-Aujali                                              |
| Ministre de la Défense                                                 | Mohammed Mahmoud Musa Al-Barghathi (remplacé par Abdullah Al-Thani) |
| Ministre de l'Intérieur                                                | Ashour Suleiman Saleh Shuwail                                       |
| Ministre des Finances                                                  | Al-Kilani Abdul Karim Al-Jazzy                                      |
| Ministre des Soins aux familles des martyrs et des personnes disparues | Sami Mustafa Al-Saadi (démission le 6 novembre 2012)                |
| Ministre de l'Enseignement supérieur                                   | Abdul Salam Bashir Al-Duwaibi                                       |
| Ministre des Collectivités locales                                     | Abu Bakr Al-Hadi Muhammad                                           |
| Ministre des Affaires sociales                                         | Kamila Khamis Abdullah Al-Muzaini                                   |
| Ministre des Communications                                            | Osama Abdel Raouf Siala                                             |
| Ministre de la Jeunesse et des Sports                                  | Abdul Salam Abdullah Mohammed                                       |
| Ministre de l'Éducation                                                | Mohamed Hassan Abu Bakr                                             |
| Ministre de l'Agriculture                                              | Ayyad Ali Al-Arafi                                                  |
| Ministre de l'Industrie                                                | Suleiman Ali Al-Tayef Al-Fitouri                                    |
| Ministre du Tourisme                                                   | Ikram Abdel Salam Bash Imam                                         |
| Ministre du Travail et de la Réhabilitation                            | Mohamed Al-Fitouri Ahmed Soualem                                    |
| Ministre des Transports                                                | Abdul Qader Mohamed Ahmed Al-Alam                                   |
| Ministre de l'Économie                                                 | Mustafa Mohamed Abu Fanas                                           |
| Ministre du Pétrole                                                    | Abdul Bari Ali Al-Hadi Al-Arousi                                    |
| Ministre de la Santé                                                   | Noureddine Abdel Hamid Daghman                                      |
| Ministre de l'Électricité                                              | Ali Mohammed Muhairiq                                               |
| Ministre des Ressources en Eau                                         | El Hadi Suleiman Henchir                                            |
| Ministre des Habous et des Affaires islamiques                         | Abdel Salam Mohamed Abu Saad                                        |
| Ministre du Logement et des Services publics                           | Ali Hussein Al-Sharif                                               |
| Ministre de la Planification                                           | Mahdi Al-Tahir Agnia                                                |
| Ministre de la Culture                                                 | Habib Mohamed El Amin                                               |
| Ministre des Affaires générales du Congrès national                    | Moez Fathi Al-Khoja                                                 |
| Ministre des Blessés                                                   | Ramadan Ali Mansour Zarmouh                                         |

### Changements
- Ministre des Affaires étrangères : 
  - Mohamed Abdelaziz (intérim)
  - Ali Aoujali
  - Mohamed Abdelaziz
- Ministre de la Défense :
  - Mohammed Mahmoud al-Bargati
  - Abdallah al-Thani
- Ministre des Finances : Alkilani al-Jazi
- Ministre de l'Intérieur : 
  - Abdelkarim Abdelrahman (intérim)
  - Achour Chwayel
  - Khalifa al-Cheikh
  - Abdelkarim Abdelrahman (intérim)
- Ministre de la Culture :
  - Habib Mohammed Al-Amin